# Blanca Navidad (Black Mirror)
«Blanca Navidad» —en inglés: «White Christmas»— es un episodio especial de Navidad de la serie de ciencia ficción distópica británica Black Mirror. Escrito por el creador de la serie, Charlie Brooker, el episodio está dirigido por Carl Tibbetts. Estrenado el 16 de diciembre de 2014 a través de Channel 4 es el último episodio estrenado en esa emisora de televisión ya que la serie, desde entonces, se estrena en Netflix. Hasta 2019, «Blanca Navidad» es el único episodio especial de la serie.
El episodio comienza con dos hombres, Matt (Jon Hamm) y Joe (Rafe Spall), situados en un remoto puesto en medio de un desierto cubierto de nieve. Mientras van narrando aspectos de sus vidas para pasar el tiempo, las historias que cuentan se representan en pantalla, formando tres mini-historias relacionadas con la situación actual de los personajes. Oona Chaplin, encarnando el papel de Greta, coprotagoniza una de las historias narradas por Matt.
El episodio recibió muy buenas críticas abordando temáticas controvertidas como la brutalidad policial, la tortura, el fundamentalismo provida, el acoso a las mujeres, los desnudos y la paranoia tecnológica.

## Argumento
Matt Trent (Jon Hamm) y Joe Potter (Rafe Spall) se encuentran en un pequeño puesto remoto en medio de un desierto cubierto de nieve. El día de Navidad, mientras Matt está preparando la cena de Navidad, se escucha en la radio la canción "I Wish It Could Be Christmas Everyday" de Wizzard. Matt le pregunta a Joe por sus motivos para encontrarse en el puesto, un tema del que nunca hablaron en los cinco años que llevan allí. Joe es reacio a desvelar sus motivos así que Matt es el primero en explicar por qué vino.

### Primera parte
Mediante un flashback descubrimos que Matt en su vida anterior ha ejercido como entrenador de citas para hombres solteros para ayudarlos a seducir a mujeres. Matt utiliza para ello una tecnología ampliamente conocida llamada "Z-Eye": un dispositivo de realidad aumentada que se implanta de manera permanente en los ojos con el que se puede acceder a Internet, ver y escuchar lo que sus clientes presencian, permite darles instrucciones y permite bloquear a las personas mostrando únicamente una silueta.
Su último cliente, Harry (Rasmus Hardiker), es una persona muy tímida y con grandes carencias para las relaciones sociales. Tras conocer su historia Matt le aconseja que participe en una fiesta de Navidad, infiltrándose y haciéndose pasar por compañero de oficina a lo que Harry accede. Matt, junto con otros hombres solteros que están presenciando la transmisión de Harry, se fija en una de las asistentes a la fiesta: Jennifer (Natalia Tena) una mujer sencilla y con la que piensa que Harry puede encajar tras analizar las características que desvelan su perfil en las redes sociales. Matt guía a Harry para que entable una conversación con ella. Durante la conversación Jennifer revela a Harry que con frecuencia escucha voces en su cabeza y que, aunque tomó fármacos para controlarlo, ya ha dejado de hacerlo. En el momento actual Jennifer tiene dificultades para decidir si abandonará su trabajo ya que esas voces le indican consejos contradictorios. Harry audazmente le sugiere que deje el trabajo lo cual genera una respuesta positiva de Jennifer. Mientras ella abandona la estancia para ir al baño Harry comienza a conversar a través del "Z-Eye" con Matt y los demás. Jennifer, al salir del baño, sin saber que está hablando a través del dispositivo observa cómo Harry aparentemente está hablando solo y le ofrece que se vayan a su casa lo que Harry, Matt y los demás interpretan como una propuesta para mantener relaciones sexuales.
Ya en casa de Jennifer ésta lleva a Harry a su dormitorio y le sirve una bebida que Harry tiene dificultad para beber. Jennifer le explica que la bebida les ayudará a liberarlos de las voces que escuchan dentro de su cabeza. Matt se percata de que Jennifer es una mujer peligrosa y que, probablemente, ambas bebidas estaban envenenadas. Le ordena a Harry que se vaya pero, sin embargo, Jennifer lo frena y le fuerza a beber a través de un embudo. A medida que los intentos de Harry para defenderse se vuelven cada vez más y más débiles Matt desactiva la alimentación del dispositivo e indica a los demás hombres que están presenciando la escena a que borren todo lo grabado y que eliminen los registros para evitar verse implicados en la previsible muerte de Harry. Matt vuelve a su habitación pero su esposa descubre lo sucedido: como respuesta ella habilita la función de "bloqueo" del Z-Eye sobre él, haciendo que desde ese momento Matt solo la pueda ver como una silueta estática, lo abandona y toma la custodia del niño. Posteriormente Matt toma la decisión de marcharse al puesto donde se encuentra como medio de escapar de esa vida.

### Segunda parte
En la segunda historia Matt describe su verdadera profesión utilizando un flashback. Los avances en tecnología han logrado crear un chip del tamaño de un grano de arroz, llamado "cookie", que puede implantarse temporalmente en el cerebro de alguien con el fin de crear una copia completa de la conciencia de la persona. Estos chips se pueden implantar y retirar y se instalan en unos dispositivos con forma de huevo para actuar como una réplica casi perfecta de la persona original. Matt es uno de los que se encargan de aclimatar esa conciencia artificial a su nueva posición y está específicamente entrenado para romper su fuerza de voluntad y convertirse en ejecutores de las órdenes sin dejarse influir por las emociones. Matt se muestra trabajando para Greta (Oona Chaplin). La "cookie Greta", ya instalada en el dispositivo en forma de huevo, expresa una gran preocupación por su situación y sigue creyendo que ella es la verdadera Greta cuando Matt le habla por primera vez (cuando la realidad es que es una réplica). Él le proporciona un cuerpo virtual, una habitación blanca y clara y un escritorio con computadora para que pueda llevar a cabo sus tareas. Cuando ella se niega a cooperar Matt altera la percepción del tiempo de la "cookie Greta", haciendo que experimente seis meses de aburrimiento y aislamiento, cuando, en realidad, han transcurrido unos pocos segundos. Como consecuencia la Greta duplicada se convierte en catatónica y, finalmente, su voluntad se quiebra.
Tras escuchar esta historia Joe manifiesta su disgusto por las actividades que Matt ya que requiere el uso de la tortura en creaciones autoconscientes. Matt le indica a Joe que es empático, una buena persona y pregunta por qué llegó a ese puesto. Tras haber bebido alcohol Joe, ya relajado, dice que el padre de su novia nunca le gustó y luego explica cómo ha llegado hasta allí.

### Tercera parte
Joe mantuvo hace tiempo una relación seria con Beth (Janet Montgomery) pero la tendencia de Joe a emborracharse frustró la relación. Una noche, cenando con sus amigos Tim y Gita, Beth se retiró de mal humor lo que Joe atribuye a su estado de ebriedad. Después de la cena Joe descubre un test de embarazo positivo en la basura y, pensando que va a ser padre, felicita a Beth. Ella dice que no quiere tener al niño y planea abortar. Joe, todavía borracho, responde enfadado que está siendo egoísta y que no debe abortar ni hacer mal al niño. Beth tras esa conversación, "bloquea" a Joe, y se marcha al día siguiente incapaz de escuchar sus disculpas. Por mediación de Tim y Gita, Joe descubre que Beth dejó su trabajo. Tras varios meses escribiendo cartas de disculpa que envía a la casa del padre de Beth, sin obtener respuesta, Joe descubre que Beth pasará la Navidad con su padre. Decide acudir a la cabaña y, desde la distancia, observa que Beth está muy embarazada y finalmente no abortó. A lo largo de los años Joe sigue acudiendo a la cabaña y, como el bloqueo de Z-Eye se aplica también a los niños legítimos, solo puede ver la silueta de la hija de Beth pero logra ver que es una niña. Él deja regalos en la puerta de la cabaña para la niña.
Un día en su casa Joe descubre que se ha eliminado el bloqueo del Z-Eye ya que Beth ha muerto en un accidente de tren. Aunque entristecido por la muerte de Beth él está eufórico por la emoción de ver a su hija por primera vez. Va a la cabaña de su padre y puede ver a la niña por primera vez. La sigue a la cabaña pero pronto descubre que tiene rasgos asiáticos a pesar de que ni él ni Beth tienen tal herencia. Regresa a la fiesta con Tim y Gita, y se da cuenta de que Tim, que es asiático, estaba manteniendo una aventura amorosa con Beth y que la niña es hija de Tim. Aparece entonces el padre de Beth exigiendo saber el por qué de su presencia. Joe le pregunta si alguna vez recibió las cartas que envió pero el padre de Beth admite haberlas quemado. Preso de la ira Joe golpea con un globo de nieve que trajo como regalo la cabeza del padre de Beth matándolo. Aturdido Joe rápidamente abandona la cabaña.

### Epílogo
Matt le pregunta a Joe qué le pasó a la hija de Beth. Joe sabe que la niña intentó buscar ayuda para socorrer a su abuelo pero no llegó más allá de un árbol cerca de la cabaña antes de morir por el frío. Él sabe que es responsable de ambas muertes. Cuando Joe dice esto, se da cuenta de que la cabaña en la que se encuentran es igual que la que tenía el padre de Beth, y ve el cadáver de la hija de Beth al lado del árbol. Joe le exige a Matt que le cuente lo que está sucediendo pero Matt, hablando al aire libre, afirma que obtuvo la "confesión", se disculpa con Joe y de repente desaparece.
Los espectadores entonces descubrimos que, en realidad, todos los eventos del episodio han tenido lugar dentro de una "cookie" como la que es mostrada en la segunda parte referida a Greta, pero copiados de la conciencia de Joe. Matt empleó sus técnicas para hacer que Joe pensase que habían transcurrido cinco años cuando solo habían pasado setenta minutos en tiempo real. Matt lo hizo para forzar una confesión de Joe ante la policía, por la muerte del padre y la hija de Beth, a cambio de su propia liberación de la prisión por participar en la muerte de Harry. El oficial titular (Robin Weaver) cumple su promesa y lo libera de su prisión. Pero, por ley, está obligado a registrar a Matt como un delincuente sexual. Eso supone que Matt está bloqueado en el Z-Eye de todos por lo que no puede comunicarse con nadie más.
Holder le dice al verdadero Joe que han obtenido su confesión y se lo agradece. Antes de que los oficiales se marchen para celebrar la noche de Navidad programan el dispositivo de "cookies" para establecer la percepción del tiempo del "Joe" duplicado a 1000 años por minuto planeando apagarlo al día siguiente. En la cabina virtual el "Joe" duplicado escucha una y otra vez en la radio la canción "I Wish It Could Be Christmas Everyday". No importa cuántas veces apaga la radio porque vuelve a activarse cuando mira hacia atrás. La conciencia virtual de Joe se acurruca en el piso gritando.

## Reparto
- Jon Hamm como Matthew “Matt” Trent
- Rafe Spall como Joe Potter
- Oona Chaplin como Greta
- Natalia Tena como Jennifer
- Janet Montgomery como Bethany “Beth” Grey
- Rasmus Hardiker como Harry
- Dan Li como Tim
- Ken Drury como Gordon
- Zahra Ahmadi como Gita
- Verity Marshall como Amy
- Ian Keir Attard como Dawson
- Gráinne Keenan como Claire
- Robin Weaver como Holder
- Simon Nock como Fenn
- Diveen Henry como Fola
- Esther Smith como Madge
- Beatriz Curnew como el cirujano
- Jonathan Arkwright como tipo del bar
- Liz May Brice como Gainsborough
- Nicholas Agnew como Mungo
- Gavin Kean como sargento de recepción
- Sukh Ojla como mujer del mercado
- Leanne Li como May
- Magnus Robertson Jones como doble de May bebé
- Beatrice Robertson Jones como doble de May anciana
- Raphael Sowole como Nixon
- Turlough Convery como Stingray
- Samuel Valentine como I_Am_Waldo
- Matthew Aubrey como El Nino
- Muzz Khan como Fapuccino
- Daniel Kendrick como Pie Ape

## Recepción crítica
Blanca Navidad ha recibido amplios elogios de la crítica. En IMDb obtuvo un puntaje de 9,2 sobre 10 basándose en 18.308 votos.
Natalia Marcos y Eneko Ruiz Jiménez, en el artículo "Black Mirror: todos los episodios ordenados de peor a mejor", publicado en el diario El País, le otorgan la posición 11 de 19 reseñando: "Tres historias en una para un capítulo de 90 minutos que contó con Jon Hamm como protagonista. Arranca con la historia de un hombre que recurre a la ayuda a distancia de un consejero amoroso para tratar de tener más éxito en sus conquistas. Continúa mostrando un mundo en el que las personas pueden tener un clon que hace las tareas que se le ordenan. Y termina adentrándose en el supuesto de que la opción de bloquear a otros, como en las redes sociales, pudiera trasladarse a las relaciones físicas. Ideas interesantes que, con la brevedad en que se plantean, no se llegan a desarrollar del todo pero que logran tener unidad e inquietar.".
Ben Beaumont-Thomas, de The Guardian, elogió la sátira cómica del episodio y notó que "el sentimentalismo se compensa con el ingenio malvado y el brío y la imaginación de Brooker se centran en cualquier laguna en la lógica".
Mark Monahan, de The Daily Telegraph, otorgó al episodio 4 estrellas sobre 5 y anotó que el episodio contenía "cosas emocionantes: entretenimiento escapista con un aguijón muy real en su cola". Equiparó el episodio con el más fuerte de los episodios anteriores de Black Mirror, afirmando que "exagera la tecnología actual y sus obsesiones con un efecto sutil pero infernal, una pesadilla antes de Navidad que nos recuerda que reverenciar a nuestros artilugios digitales es convertirse en su esclavo patético".